# RAID: Shadow Legends
RAID: Shadow Legends (укр. Рейд: Легенди тіней) — умовно-безкоштовна масова багатокористувацька колекційна рольова відеогра 2019 року, розроблена й видана ізраїльським розробником ігор Plarium Games, дочірньою компанією Aristocrat Leisure, для платформ Android та iOS 28 лютого 2019 року, у 2020 році для Microsoft Windows та MacOS, а 9 січня 2024 року гра була випущена у Steam. Станом на 2019 рік аудиторія відеогри в Google Play налічувала 13,6 мільйона гравців.
RAID: Shadow Legends найбільш відома своєю агресивною спонсорською діяльністю, яка стала предметом інтернет-мемів.
Гра розроблена співробітниками українських офісів компанії Plarium.

## Сюжет
Події гри розгортаються у вигаданому королівстві Телерія, яке було підкорене Темним Лордом Сайротом. Гравці беруть на себе роль стародавнього телерійського воїна, воскреслого, щоб перемогти Темного Лорда і відновити мир і гармонію. Сюжет гри був написаний Полом К. Р. Монком. Raid: Shadow Legends використовує стиль вестерн-арту та натхненний сетингом темного фентезі.

## Ігровий процес
Raid: Shadow Legends — це покрокова рольова відеогра в жанрі фентезі. Гравці повинні зібрати армію для битв у таких місцях, як фортеці, підземелля, пустелі та храми, які захищають вороги. Протягом гри гравці накопичують Уламки, предмети, що містять душі воїнів. Уламки бувають п'ятьох типів та містять персонажів різної цінності:
1. Загадковий уламок (Звичайний, Особливий, Рідкісний)
2. Прадавній уламок (Рідкісний, Епічний, Легендарний)
3. Темний уламок (Рідкісний, Епічний, Легендарний)
4. Первовічний уламок (Рідкісний, Епічний, Легендарний, Міфічний)
5. Сакральний уламок (Епічний, Легендарний)

У грі є дві основні форми валюти:
- Срібло, яке відносно легко дістати
- Рубіни, які набагато складніше отримати

Для проходження будь-яких етапів кампанії та підземелля потрібно витрачати Енергію. Без енергії ви не зможете просуватися в кампанії. Вона швидко закінчується та після першого дня гравцям доведеться бути дуже уважними, щоб не витратити її даремно.

### Режими
Гра складається з сюжетної однокористувацької кампанії з дванадцятьма рівнями, кожен з яких складається з семи етапів з чотирма рівнями складності. Однокористувацька кампанія взаємопов'язана з багатокористувацьким компонентом, Ареною, для визначення рейтингу гравців. Гравці також можуть об'єднуватися в клани, члени яких разом б'ються з босом клану, що приносить додаткові нагороди.
Перелік усіх режимів гри:
- Кампанія
- Підземелля
- Війни фракцій
- Арена
- Кланові битви
- Судна вежа
- Прокляте місто

### Персонажі
У Raid: Shadow Legends налічується понад 830 персонажів, які поділяються на фракції:
- Ліга Телерії
  - Лорди Стяга
  - Вищі ельфи
  - Священний орден
  - Варвари
- Ґелленів Пакт
  - Племена огринів
  - Ящеролюд
  - Покручі
  - Орки
- Нечестя
  - Демони
  - Несмертна орда
  - Темні ельфи
  - Відступники
- Ніресійський Союз
  - Дворфи
  - Воїни Сутіні
  - Духи лісу

## Огляди
Raid: Shadow Legends похвалили за графіку, але розкритикували за агресивну монетизацію у вигляді мікротранзакцій. Pocket Gamer похвалили «чисту графічну якість», «чудово промальованих і анімованих» персонажів і «щедрий досвід для нових гравців». TheGamer піддали гру жорсткій критиці, посилаючись на брак глибини та структуру фриміуму, описавши її як «утілення pay-to-win». Gamezebo похвалили гру за заміну «типової візуалізації в стилі аніме на більш реалістичне, похмуре фентезі», продовжуючи писати про «справді приголомшливий досвід, з одними з найкращих анімацій атак та ефектів навколишнього середовища, які ми бачили в цьому жанрі до цього часу». Однак у статті також критикується монетизація гри, вказуючи на те, що прогрес є складним, «особливо якщо ви не плануєте витрачати реальні гроші на різноманітні покращення». У своєму огляді BlueStacks також високо оцінили візуальну складову: «Анімація вражає, з такою якістю, яку рідко побачиш у подібних іграх» і зробили висновок, що «гравці, які люблять фентезійні бої з більш реалістичним підходом — на кшталт «Володаря перснів» — швидше за все, дуже добре проведуть час з Raid: Shadow Legends». Південноафриканський технологічний сайт htxt.africa похвалив графіку, але визнали завелику кількість мікротранзакцій. Droid Gamers заявили, що гра не вносить нічого нового в жанр рольових ґача-ігор.

## Маркетинг
Маркетингова компанія проєкту відома своїм величезним бюджетом і новим підходом до реклами. У 2021 році Plarium провів колаборації із s1mple, NAVI і Джеффом Ґолдблюмом.

### Інтернет-мем
Відеогра привернула значну увагу завдяки своїй агресивній рекламній кампанії, особливо спонсорству низки творців контенту на YouTube, Twitch і Vimeo, що призвело до того, що вона стала інтернет-мемом.

### Спонсорство та реклама
У лютому 2020 року два твіти агента служби підтримки клієнтів Plarium у Twitter-стрічці Raid, в яких стверджувалося, що Raid не спонсорує, а «співпрацює» з творцями на YouTube, привернули увагу в мережі через порушення правил Федеральної торгової комісії, які вимагають оприлюднення інформації про платежі за спонсорство. Різні творці спростували цей твіт, відкрито заявивши, що їх спонсорує Raid або що вони отримували пропозиції від Plarium щодо спонсорських угод, пов'язаних з Raid. Пізніше Plarium опублікували твіт, в якому пояснили, що їхні попередні твіти стосувалися навчальних посібників та відеороликів, присвячених Raid, а не маркетингової кампанії.

## Нагороди
- 2019: номінація на премію Google Play Best of 2019 у категорії «Вибір користувачів»[2].